# Thierry Cornillet
Thierry Cornillet (ur. 23 lipca 1951 w Montélimar) – francuski polityk, prawnik, parlamentarzysta krajowy i eurodeputowany.

## Życiorys
Z wykształcenia prawnik, studia magisterskie ukończył w 1975. W tym samym roku został też absolwentem Instytutu Nauk Politycznych. W 1984 uzyskał stopień doktora z zakresu politologii.
Obejmował szereg funkcji w administracji terytorialnej. Był radnym departamentu Drôme (1985–1993) i merem Montélimar (1989–1999). Od 1998 zasiada w radzie regionu Rodan-Alpy, do 2004 był wiceprzewodniczącym rady.
W latach 1993–1997 sprawował mandat posła do Zgromadzenia Narodowego X kadencji. Reprezentował Unię na rzecz Demokracji Francuskiej, a w jej ramach Partię Radykalną. Od 1997 do 1999 pełnił funkcję przewodniczącego radykałów. W 1999 i 2004 uzyskiwał z listy UDF mandat posła do Parlamentu Europejskiego, w którym pracował m.in. w Komisji Rozwoju.
W 2002 nie poparł przejścia radykałów do Unii na rzecz Ruchu Ludowego. Objął stanowisko sekretarza krajowego UDF, zachowując formalnie członkostwo w Partii Radykalnej. W 2007 wstąpił do tworzonego na bazie ugrupowania centrystów Ruchu Demokratycznego, w przeciwieństwie do François Bayrou opowiadał się za bliższą współpracą z centroprawicą. W 2008 z poparciem UMP ubiegał się o mandat senatora, w radzie regionalnej wstąpił do frakcji centrowej, formalnie odrębnej od MoDem. W 2009 nie ubiegał się o reelekcję w wyborach europejskich. Wystartował natomiast w wyborach w 2014 z ramienia koalicji MoDem-UDI. Do Europarlamentu powrócił w 2017.